# 大白登镇
大白登镇是中华人民共和国山西省大同市阳高县下辖的一个镇，由原大白登镇、潘寺乡合并而来。

## 行政区划
鳌石乡下辖以下地区：
大白登村、曹庄村、石庄村、王家堡村、小白登村、高官屯村、大泉山村、南杨官屯村、四百户村、陈官屯村、高山屯村、周官屯村、普家梁村、四姓庄村、张园村、潘寺村、赵家寨村、张连庄村、上富家寨村、下富家寨村、贺塔村、赏家庄村、闫家屯村、田家屯村、刘指挥庄村、杏园村和吴家屯村。